# Neozoraida maculicostata
Neozoraida maculicostata är en insektsart som först beskrevs av Frederick Arthur Godfrey Muir 1928.  Neozoraida maculicostata ingår i släktet Neozoraida och familjen Derbidae. Inga underarter finns listade i Catalogue of Life.